# Passerculus
Passerculus är ett fågelsläkte i familjen amerikanska sparvar inom ordningen tättingar. Traditionellt omfattar det den enda arten grässparv (P. sandwichensis). Denna bryts dock ofta upp i så många som fyra arter. Dessutom placerar vissa även de två sparvarna gärdsparv och präriesparv i släktet efter DNA-studier (tidigare i Ammodramus), medan andra bryter ut dem till ett eget släkte, Centronyx.